# Французский конституционный референдум (1795)
Французский конституционный референдум — референдум, проводимый в июле 1795 года для ратификации проекта второй Конституции Первой французской республики. Из около 7 млн избирателей 5,7 млн (81,83 %) в голосовании не участвовало. Референдум одобрил Конституцию большинством голосов (более 95 %) и она была ратифицирована Национальным конвентом.
Согласно новой Конституции исполнительным органом власти стала Исполнительная Директория, образованная 26 октября 1795 года (4 брюмера IV года по французскому республиканскому календарю).
Одновременно с референдумом о ратификации Конституции III года состоялся референдум о принятии «Декрета о способах окончить революцию» (т.н. «Декрет о двух третях»). За декрет проголосовало 205 498 человек, против — 108 754 при миллионах воздержавшихся. 19 департаментов отвергли декреты.

## Результаты
| Да и Нет     | % голосов | Количество |
| ------------ | --------- | ---------- |
| Да (за)      | 95,48 %   | 1 057 390  |
| Нет (против) | 4,52 %    | 49 978     |
| Всего        | 100       |            |